# كرسي دوار

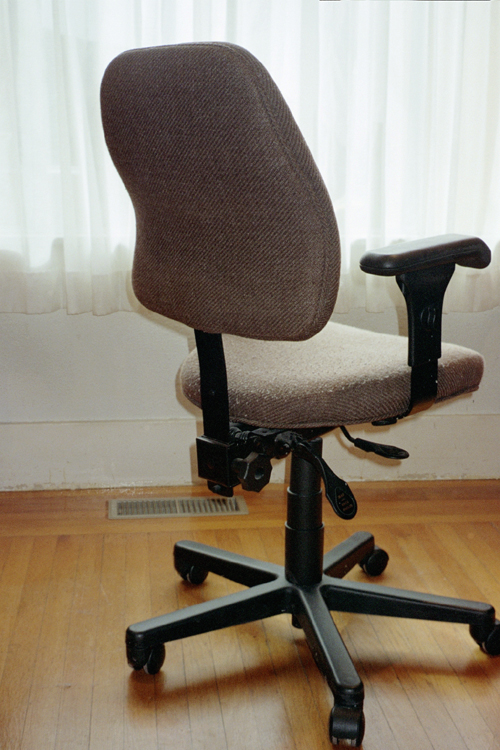
كرسي دوار بعجلات ومقعد يمكن تغيير ارتفاعه

الكرسي الدوار هو كرسي له ساق مركزية واحدة تمكن المقعد من الدوران في 360 درجة لليمين أو اليسار. اخترع «توماس جيفرسون» أول كرسي دوار، ويقال أنه كتب أول نسخة من وثيقة الإستقلال الأمريكي وهو جالس عليه سنة 1776.

## أنواع وأمثلة

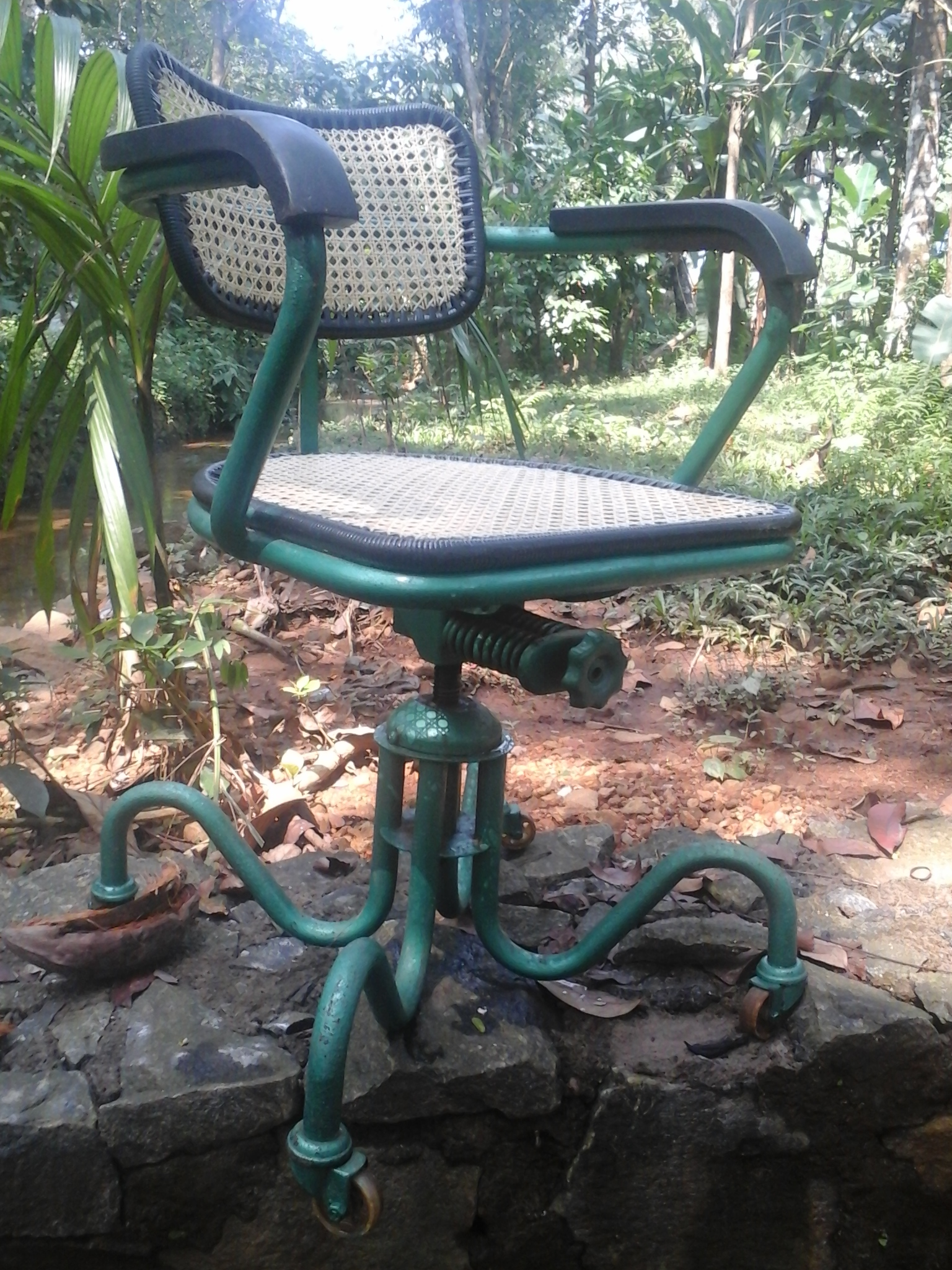
كرسي دوار قديم

يمكن أن تكون للكرسي الدوار عجلات تمكن المستخدم من تحريك الكرسي في فضاء عمله دون النهوض منه. هذا النوع شائع في المكاتب العصرية وعادة ما يشار إليه أيضا ب«كرسي المكتب»، وغالبا ما تضم الكراسي الدوارة المكتبية خاصية تغيير الارتفاع، لكن هذه الخاصية لا تتوفر في معظم الأرائك الدوارة كبيرة الحجم.
كرسي الخطاط المعماري هو كرسي دوار ليست له عجلات يكون عادة أطول من 'كرسي المكتب' نظرا لطبيعة استعماله أمام لوح للرسم. كما تحيط بالجزء السفلي منه دائرة توضع عليه القدمان في حالة عدم وصولهما للأرض.

## مقعد دوار
عندما يثبت كرسي الدوار على مركبة جوية، سيارة، أو درج متحرك ولا يمكن تحريكه يسمى مقعد دوار.

## الأصل
باستعمال كرسي إنجليزي من النوع الذي يمكن فصل المقعد فيه عن أرجل الكرسي غالبا اشتري من «فرانسيس ترامبل» أو من صانع الأثاث الفيلاديلفي «بينجامين راندولف»، تمكن «توماس جيفرسون» من اختراع أول كرسي دوار. جعل «جيفرسون» للكرسي جزء علويا وآخر سفلي متصلين بعمود حديدي يمكن الجزء العلوي للكرسي من الدوران، ولم تكن له عجلات. يقال أنه في مؤتمر فيلاديلفيا الثاني كان الكرسي الدوار ل«جيفرسون» نفسه الكرسي الذي جلس عليه أثناء كتابته للنسخة الأولى من إعلان الاستقلال الأمريكي سنة 1776. صنع أيضا مكتبا محمولا مرفقا بالكرسي يشبه إلى حد ما اللوحات الإلكترونية المعاصرة في الشكل.
أرسل «جيفرسون» الكرسي بعد ذلك إلى مزرعته الواسعة بفرجينيا، وأضاف إليه لوحا للكتابة في غشت سنة 1791.
منذ سنة 1836 ظل الكرسي في ملكية الجمعية الأمريكية للفلسفة بفيلاديلفيا.